# Договорът в куфарчето
Договорът в куфарчето е кеч pay-per-view турнир, продуциран ежегодно от WWE.
Наименуван е след Мача със стълби за Договорът в куфарчето, който преди това е провеждан само на КечМания. Мачът със стълби за Договорът в куфарчето дебютира на КечМания 21 през 2005 г. Продължава да се провежда 5 години след това, след като концепцията на мача отделя в свой собствен pay-per-view турнир, започвайки през 2010 г.

## Концепция
Концепцията на pay-per-view турнира „Договорът в куфарчето“ включва мач със стълби, цената в който е куфар, съдържащ договор за мач за титла. Победителя на договорът (съдържащ в различни цветове куфари) може да го използва на време и място по свой избор до края на годината – започвайки от денят на спечелване на куфарчето – за мач за шампионска титла. Когато Титлата на WWE и Световната титла в тежка категория разделени титли, всеки ежегоден pay-per-view турнир включваше два мача за куфарчето, всеки съдържайки договора за една от двете титли. След като двете титли бяха сляти през декември 2013, договор за сегашно слятата Световна титла в тежка категория на федерацията стана цената за един мач за куфарчето. Обаче, през 2014 и 2015 самата шампионската титла беше трябваше да се залага в мач със стълби.

### Мач
Мача със стълби за Договорът в куфарчето (понякога съкратено MITB) е мач със стълби.
Първият мач се проведе през 2005 на КечМания 21, след като беше измислен от Крис Джерико, беше само за кечистите от Първична сила. Победителят беше Острието. От 2005 до 2010, мача MITB, отворен за всяка марка на WWE, стана опората на КечМания. През 2010 имаше втори и трети мач със стълби, когато pay-per-view турнира дебютира през юли. За разлика от мачовете на КечМания, този турнир включваше два такива мача – всеки съдържащ договор за Титлата на WWE Световната титла в тежка категория.
Преди създаването на ежегодното pay-per-view събитие, на кечистите беше позволено да използват договора за всяка световна титла в WWE. След създаването на pay-per-view, договорите бяха специално насочени към едната или другата титла.
След обединяването на Титлата на WWE и Световната титла в Световната титла в тежка категория на федерация през декември 2013, има само един куфар/договор за мача. Това започна с турнира Договорът в куфарчето през 2014.